# Saint-Jean-d'Eyraud
Saint-Jean-d'Eyraud là một xã, nằm ở tỉnh Dordogne vùng Aquitaine của Pháp. Xã này có diện tích 10,05 kilômét vuông, dân số năm 2007 là 195 người. Xã nằm ở khu vực có độ cao trung bình 110 m trên mực nước biển.

## Thông tin nhân khẩu
| Năm    | 1962 | 1968 | 1975 | 1982 | 1990 | 1999 | 2007 |
| ------ | ---- | ---- | ---- | ---- | ---- | ---- | ---- |
| Dân số | 223  | 211  | 192  | 160  | 166  | 185  | 195  |